# Nicolai Dunger
Nicolai Dunger je anglicky zpívající švédský písničkář. Nahrál taky několik nahrávek pod pseudonymem A Taste of Ra.

## Diskografie
- 1996 Songs Wearing Clothes
- 1997 Eventide
- 1999 This Cloud Is Learning
- 2000 Blind Blemished Blues
- 2001 A Dress Book
- 2001 Soul Rush
- 2002 Sweet Her Kiss
- 2002 The Vinyl Trilogy
- 2003 Tranquil Isolation
- 2004 Here's My Song, You Can Have It…I Don't Want it Anymore
- 2006 Nicolai Dunger sjunger Edith Södergran